# Parc éolien des Moulins (Dechy, Roucourt et Cantin)
Pour les articles homonymes, voir Parc éolien des Moulins.
Le parc éolien des Moulins est un parc éolien terrestre construit en 2024 et sis sur les finages des communes de Dechy, Roucourt et Cantin, dans le département du Nord, en France. Il compte cinq éoliennes.

## Description
Le projet d'un parc éolien situé entre les communes de Dechy, Roucourt et Cantin, dans le Nord, est initié en 2012. Des recours provenant de personnes peu intéressées par la transition énergétique font traîner le projet, qui est finalement autorisé par la cour administrative d'appel de Douai en décembre 2021. Fin janvier 2023, il est indiqué que les travaux commencent au second semestre 2023. Les travaux débutent finalement en 2024 et portent sur la construction de cinq éoliennes, contre les six initialement prévues.
Les éoliennes E1, E2 et E4 sont situées sur le finage de Dechy, E3 sur Cantin, et E5 sur Roucourt.

Travaux de creusement des fondations
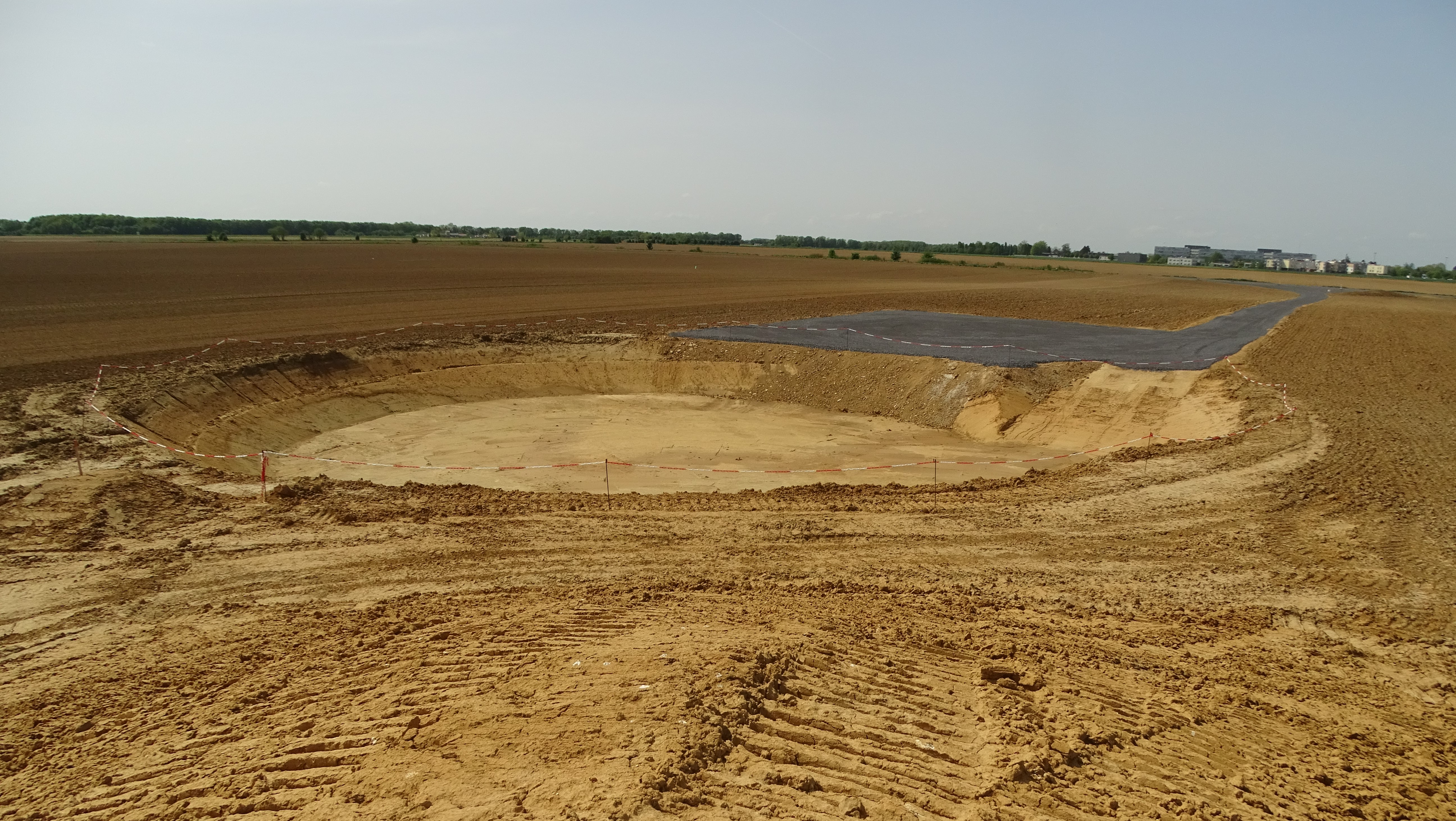
E1, 1er mai 2024.
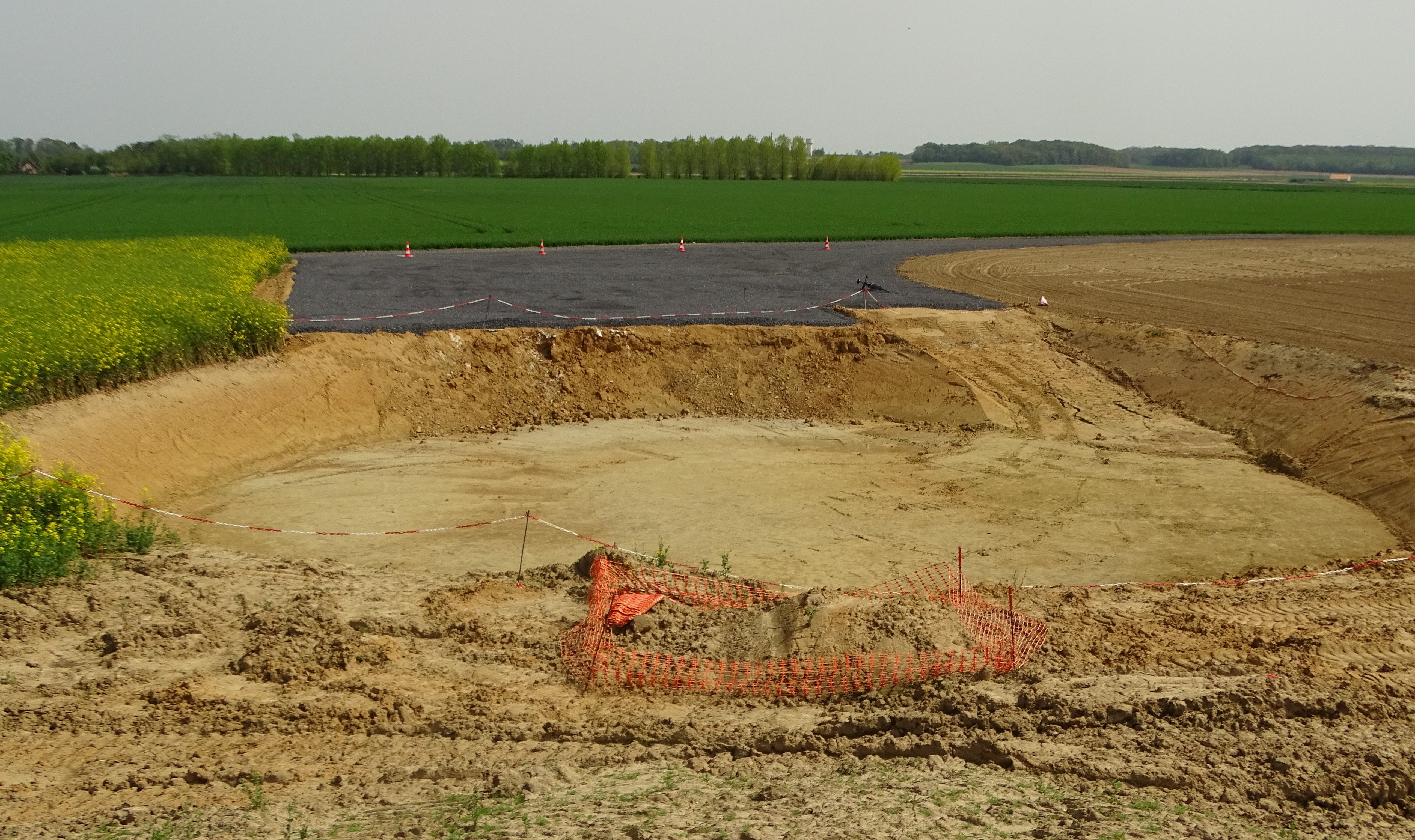
E2, 1er mai 2024.
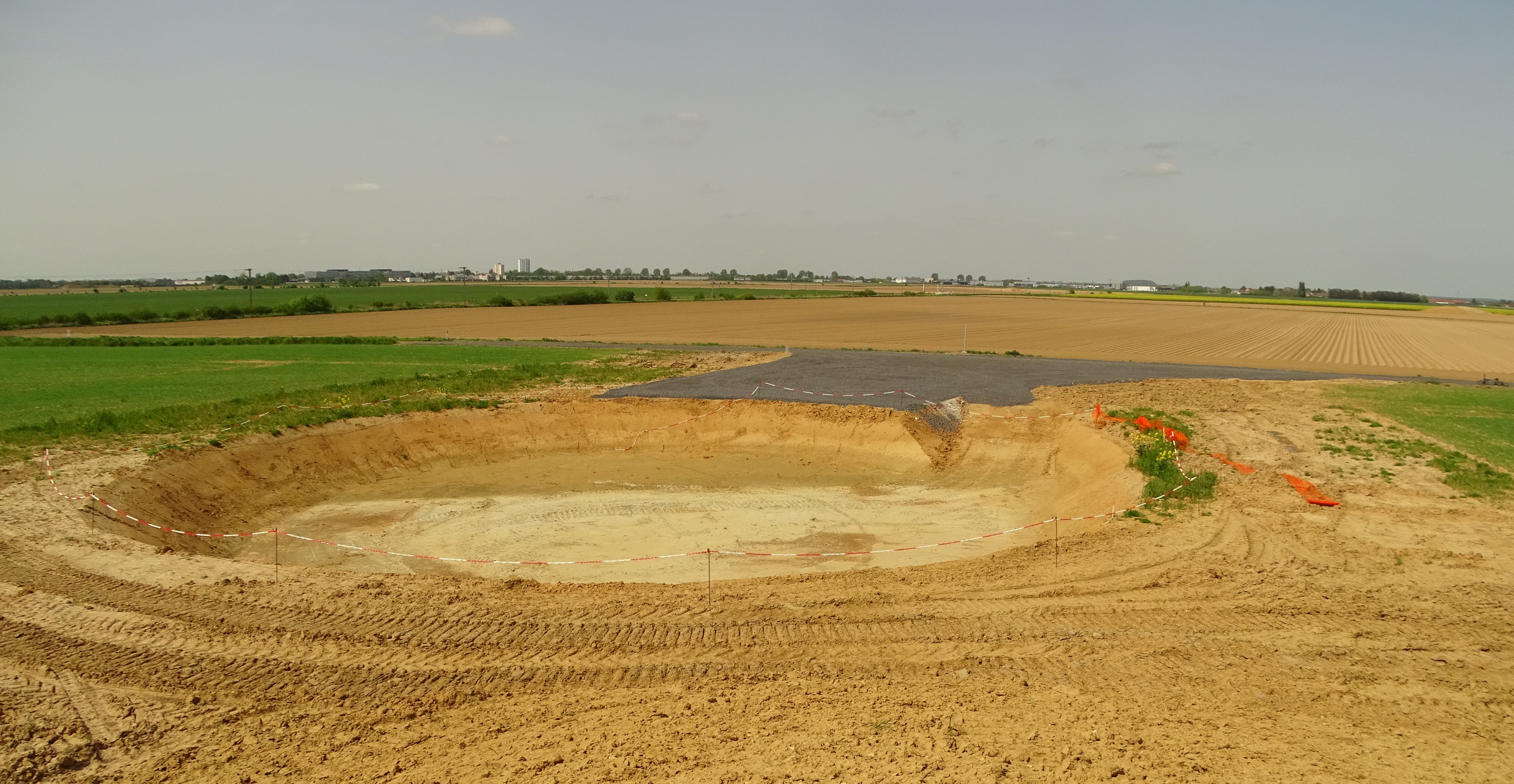
E3, 1er mai 2024.
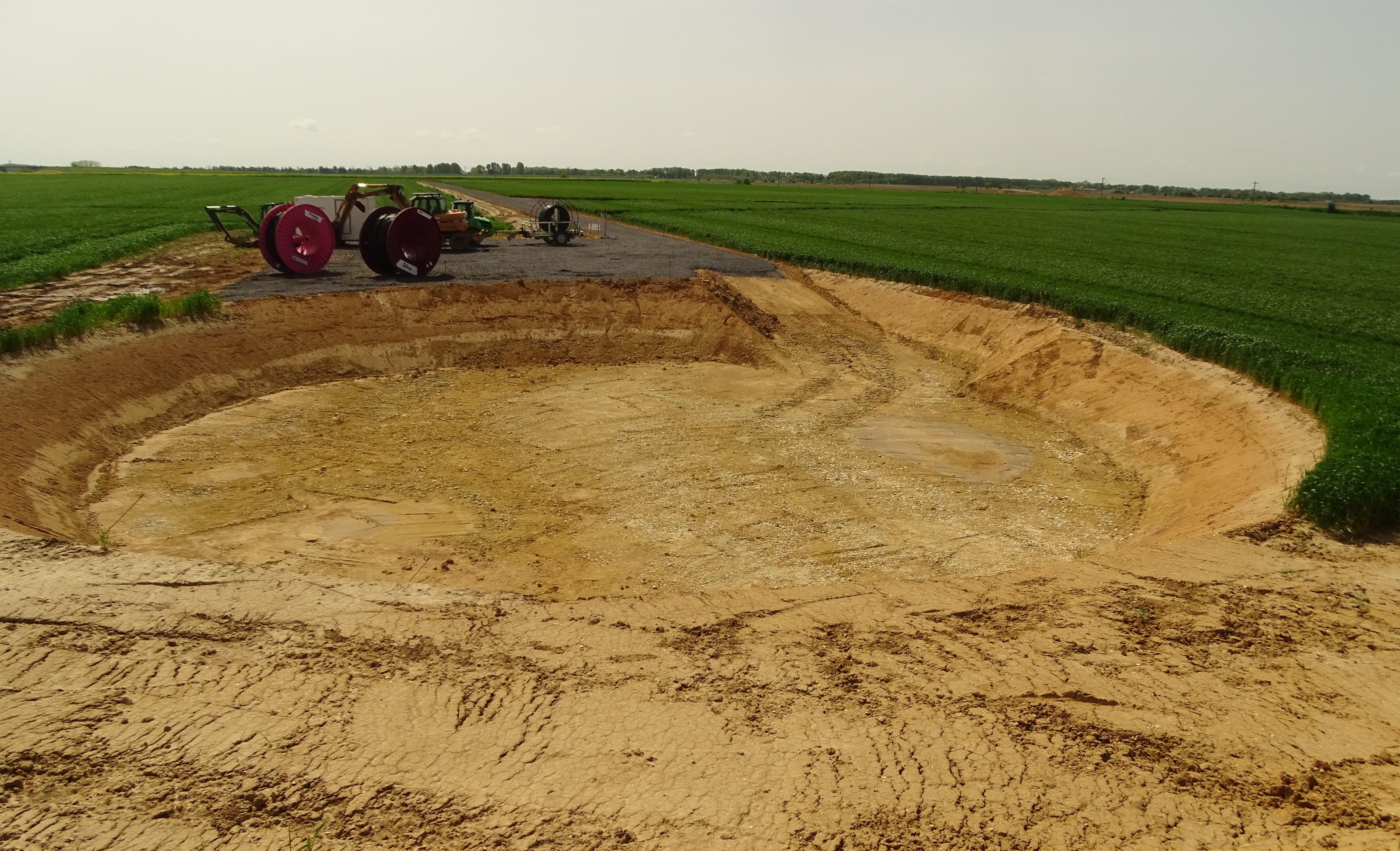
E4, 1er mai 2024.
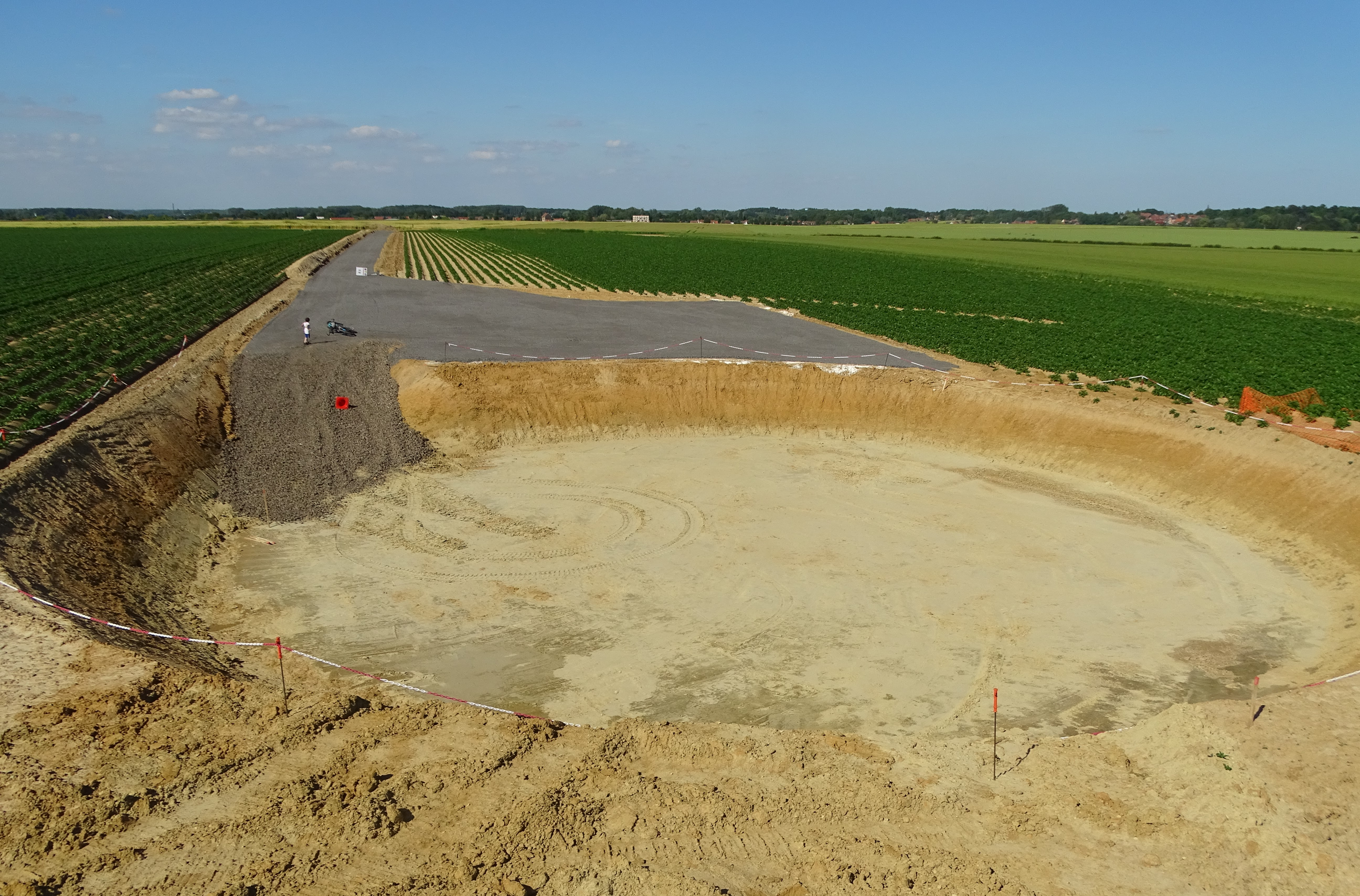
E5, 9 juin 2024.

Le parc éolien est exploité par l'entreprise wpd. L'édification des éoliennes a lieu en octobre 2024.